# Hs 127 (航空機)
ヘンシェル Hs 127
Hs 127 V1
- 用途：爆撃機
- 製造者：ヘンシェル
- 運用者：ナチス・ドイツ
- 初飛行：1937年
- 生産数：2機（試作のみ）
- 運用状況：退役

ヘンシェル Hs 127 （ドイツ語：Henschel Hs 127）は1937年にナチス・ドイツのヘンシェルが試作した双発の爆撃機である。

## 概要
1935年、ドイツ航空省は高速の戦術爆撃機の開発を要請した。これに対し、ユンカース、フォッケウルフ、メッサーシュミット、ヘンシェルといった航空機メーカーが設計案を応募した。航空省の要求仕様によると、この新型爆撃機は30分以上の間500km/h以上の速度を発揮可能で、離陸から750m以内で高度20mに達することができ、防御用の機関銃一丁と爆弾500～800kgを搭載し、乗員として操縦手と爆撃手兼航法手、銃手の3名を乗せるものとされた。
早い段階でフォッケウルフが競作への参加を取りやめたため、3つの計画、すなわち、後の Hs 127、Ju 88、Bf 162 が制式採用の座を争うこととなった。試作機は3社ともに発注され、エンジンは新しく開発されたダイムラー・ベンツ DB 600 を各機とも使用することとされた。
試作1号機の Hs 127 V1 は1937年の暮れに初飛行を行った。Hs 127 は Ju 88 より小型軽量で、当時の爆撃機としては非常に優れた最高速度 565km/h を記録したが、爆弾塔裁量の少なさが仇となり Ju 88 に敗れた。1938年5月、Hs 127 の開発は航空省によって中止させられた。この時点で試作3号機が製作中であったが、これが完成することはなかった。
Hs 127 は低翼の単葉機で、胴体はモノコック構造になっていた。全金属製で二桁構造の主翼にはフラップが備えられていた。着陸装置は引込式で、整備の行き届いていない飛行場での運用を想定して緩衝装置が付けられていた。乗員は三人とも胴体先端部に乗った。

## 諸元
諸元
- 乗員: 3名
- 全長: 12 m （39 ft）
- 全高: m （ft）
- 翼幅: 18 m（59 ft）
- 翼面積: m2 （ft2）
- 空虚重量: 5,000 kg （11,000 lb）
- 運用時重量: 8,000 kg （17,600 kg）
- 動力: ダイムラー・ベンツ DB 600 レシプロ液冷V型12気筒、634 kW （850 hp）   × 2

性能
- 最大速度: 568 km/h （307 kt, 353 mph）
- 馬力荷重（プロペラ）: 0.159 kW/kg （0.212 hp/kg, 0.097 hp/lb）

武装
- 爆弾: 爆弾 1500kg